# القيعان (ثمود)
'

تعديل مصدري - تعديل

القيعان هي إحدى قرى عزلة ثمود بمديرية ثمود التابعة لمحافظة حضرموت، بلغ تعداد سكانها 206 نسمة حسب تعداد اليمن لعام 2004.